# First Knight
First Knight is een Amerikaanse film uit 1995, geregisseerd door Jerry Zucker. De film is gebaseerd op de legende van koning Arthur en de hoofdrollen worden vertolkt door Richard Gere, Sean Connery en Julia Ormond.

## Verhaal
Guinevere (Julia Ormond) belooft om met Koning Arthur (Sean Connery) te trouwen, omdat haar land (Leonesse) dan onder de bescherming van Camelot zal vallen. Lancelot (Richard Gere) is een zeer begaafde en moedige zwaardvechter die haar tijdens haar rit naar Camelot redt van de slechte Malagant. Ze zijn op slag verliefd, maar Guinevere is van plan om haar belofte aan Arthur na te komen. Lancelot geeft het echter niet zo makkelijk op. Naarmate de film vordert, weet Lancelot toch het hart van Guinevere te veroveren. Net als ze elkaar voor het eerst hartstochtelijk kussen komt Arthur binnen. Dit wordt als hoogverraad beschouwd dus is Arthur verplicht om Lancelot én Guinevere terecht te stellen. Tijdens de ceremonie voor deze straf komen Malagant en zijn mannen het kasteel binnengevallen. Daar wordt Arthur neergeschoten, dit is het begin van een harde strijd tussen het boerenvolk dat de ceremonie kwam bijwonen en met blote handen vecht, en het hard opgeleide leger van rebel Malagant. Uiteindelijk slaagt het volk, onder leiding van Lancelot, erin om Malagant te vermoorden en zijn leger te verdrijven. Maar koning Arthur is zodanig verwond (hij werd gedurende de hele strijd verzorgd), dat hij stervende is. Op zijn sterfbed zijn zijn laatste woorden: "Lancelot, my first knight", en hij legt de hand van Lancelot op zijn eigen zwaard. Van Arthur wordt op eerbare manier afscheid genomen: hij wordt op een van takken gemaakt bootje in zee geschoven en een van zijn beste boogschutters schiet het bootje in brand. Lancelot wordt later de nieuwe koning van het inmiddels bevrijde Camelot.

## Rolverdeling
| Acteur               | Personage     |
| -------------------- | ------------- |
| Sean Connery         | Arthur        |
| Richard Gere         | Lancelot      |
| Julia Ormond         | Guinevere     |
| Ben Cross            | Malagant      |
| Liam Cunningham      | Sir Agravain  |
| Christopher Villiers | Sir Kay       |
| Valentine Pelka      | Sir Patrise   |
| Colin McCormack      | Sir Mador     |
| Ralph Ineson         | Ralf          |
| John Gielgud         | Oswald        |
| Stuart Bunce         | Peter         |
| Jane Robbins         | Elise         |
| Jean Marie Coffey    | Petronella    |
| Paul Kynman          | Mark          |
| Tom Lucy             | Sir Sagramore |
| John Blakey          | Sir Tor       |
| Robert Gwyn Davin    | Sir Gawaine   |
| Alexis Denisof       | Sir Gaheris   |
| Daniel Naprous       | Sir Amant     |
| Jonathan Cake        | Sir Gareth    |
| Paul Bentall         | Jacob         |